# Sergentomyia crosarai
Sergentomyia crosarai är en tvåvingeart som först beskrevs av Aimé Georges Parrot och Wanson 1946.  Sergentomyia crosarai ingår i släktet Sergentomyia och familjen fjärilsmyggor. Inga underarter finns listade i Catalogue of Life.